# Departament de l'Atlàntic
Atlàntic és un departament de Colòmbia, el tercer més petit, però un dels més poblats. La capital del departament és Barranquilla.

## Municipis
1. Baranoa
2. Barranquilla
3. Campo de la Cruz
4. Candelaria
5. Galapa
6. Juan de Acosta
7. Luruaco
8. Malambo
9. Manatí
10. Palmar de Varela
11. Piojo
12. Polonuevo
13. Ponedera
14. Puerto Colombia
15. Repelon
16. Sabanagrande
17. Sabanalarga
18. Santa Lucía
19. Santo Tomas
20. Soledad
21. Suan
22. Tubará
23. Usiacurí